# Lijst van Tweede Kamerleden 1952-1956

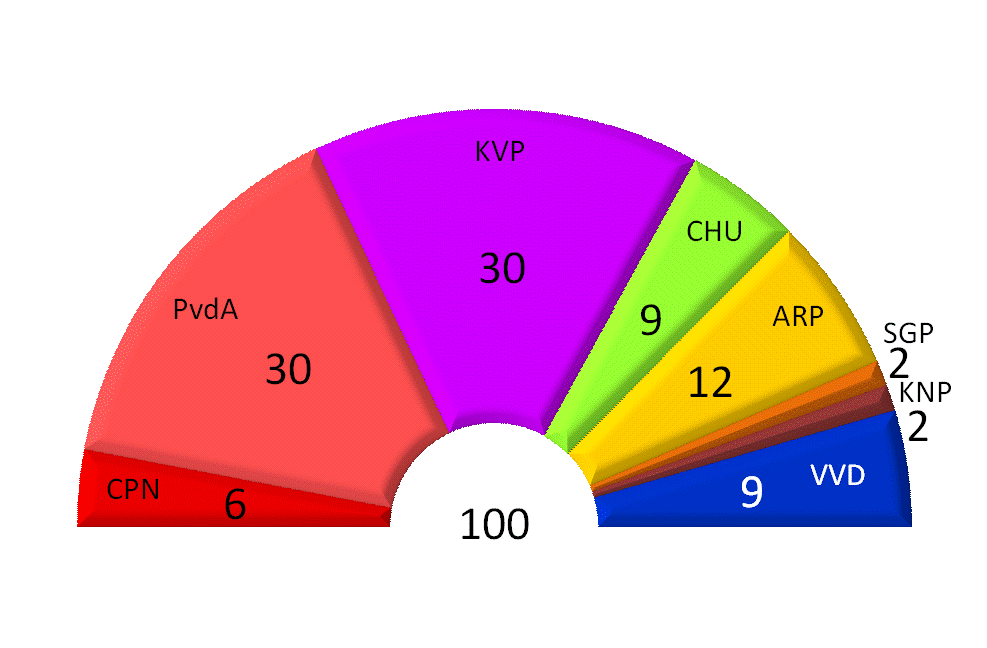
Zetelverdeling Tweede Kamer 1952-1956.

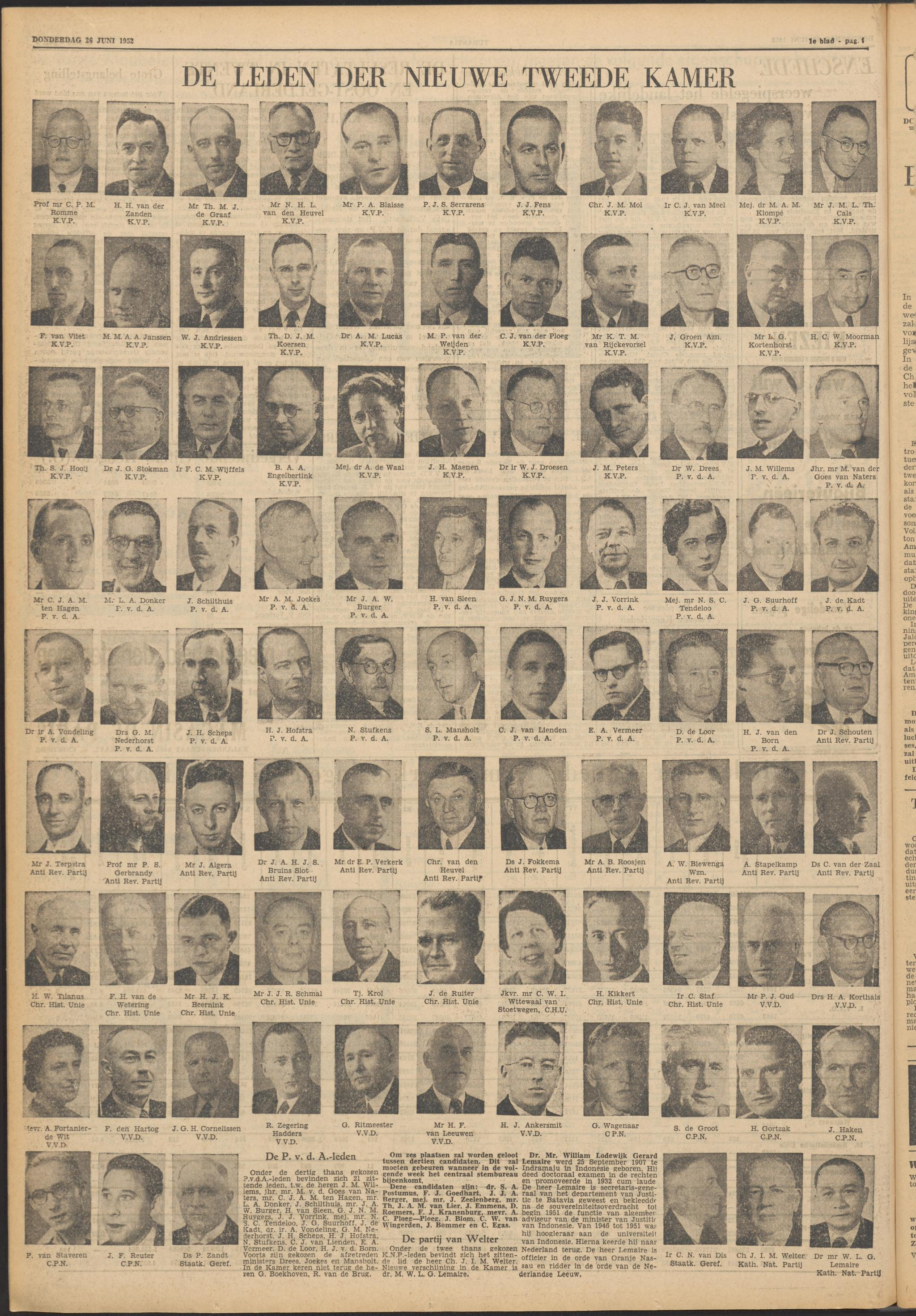

De samenstelling van de Tweede Kamer der Staten-Generaal 1952-1956 biedt een overzicht van de Tweede Kamerleden in de periode tussen de Tweede Kamerverkiezingen van 25 juni 1952 en de Tweede Kamerverkiezingen van 13 juni 1956. De regering werd in september 1952 gevormd door het kabinet-Drees II. De zittingsperiode ging in op 15 juli 1952. Er waren 100 Tweede Kamerleden.
De partijen staan in volgorde van grootte. De politici staan in alfabetische volgorde, uitgezonderd de fractievoorzitter, die telkens vetgedrukt als eerste van zijn of haar partij vermeld staat.

## Gekozen bij de verkiezingen van 25 juni 1952

### PvdA (30 zetels)
- Leendert Antonie Donker, fractievoorzitter
- Jan Berger
- Henk van den Born
- Jaap Burger
- Willem Drees
- Cees Egas
- Frans Goedhart
- Marinus van der Goes van Naters
- Kees ten Hagen
- Henk Hofstra
- Dolf Joekes[1]
- Jacques de Kadt
- Kees van Lienden
- Theo van Lier
- Dirk de Loor
- Sicco Mansholt
- Gerard Nederhorst
- Ans Ploeg-Ploeg
- Siep Posthumus
- Geert Ruygers
- Johan Scheps
- Jan Schilthuis
- Harm van Sleen
- Nico Stufkens
- Ko Suurhoff
- Corry Tendeloo
- Evert Vermeer
- Anne Vondeling
- Koos Vorrink
- Joan Willems

### KVP (30 zetels)
- Carl Romme, fractievoorzitter
- Jan Andriessen
- Pieter Blaisse
- Jo Cals
- Willem Jozef Droesen
- Ben Engelbertink
- Johannes Josephus Fens
- Theo de Graaf
- Jacobus Groen Azn.
- Nico van den Heuvel
- Theo Hooij
- Martinus Maria Aloysius Antonius Janssen
- Marga Klompé
- Theo Koersen
- Rad Kortenhorst
- Anton Lucas
- Jos Maenen
- Cees van Meel
- Chris Mol
- Harry Moorman
- Jan Mathijs Peters
- Kees van der Ploeg
- Karel van Rijckevorsel
- Jos Serrarens
- Siegfried Stokman
- Frans van Vliet
- Anna de Waal
- Martien van der Weijden
- Frans Wijffels
- Harrie van der Zanden

### ARP (12 zetels)
- Jan Schouten, fractievoorzitter
- Jacob Algera
- Arend Biewenga
- Sieuwert Bruins Slot
- Jan Fokkema
- Pieter Sjoerds Gerbrandy
- Chris van den Heuvel
- Anton Roosjen
- Antoon Stapelkamp
- Jan Terpstra
- Ep Verkerk
- Cornelis van der Zaal

### CHU (9 zetels)
- Hendrik Tilanus, fractievoorzitter
- Henk Beernink
- Henk Kikkert
- Tjeerd Krol
- Jo de Ruiter
- Jan Schmal
- Kees Staf
- Frits van de Wetering
- Christine Wttewaall van Stoetwegen

### VVD (9 zetels)
- Pieter Oud, fractievoorzitter
- Hendrik Jan Ankersmit
- Johan Cornelissen
- Jeanne Fortanier-de Wit
- Floor den Hartog
- Henk Korthals
- Herman François van Leeuwen
- Govert Ritmeester
- Roelof Zegering Hadders

### CPN (6 zetels)
- Henk Gortzak, fractievoorzitter
- Paul de Groot
- Jan Haken
- Rie Lips-Odinot[2]
- Frits Reuter
- Gerben Wagenaar

### KNP (2 zetels)
- Charles Welter, fractievoorzitter
- William Lemaire

### SGP (2 zetels)
- Pieter Zandt, fractievoorzitter
- Cor van Dis

## Bijzonderheden
- De verkiezing van Piet van Staveren (CPN) werd ongeldig verklaard omdat hij de minimumleeftijd van 30 jaar nog niet had bereikt. Zijn opvolgster Rie Lips-Odinot werd op 17 juli 1952 geïnstalleerd.

## Tussentijdse mutaties

### 1952
- 2 september: Jo Cals (KVP) en Kees Staf (CHU) namen ontslag vanwege hun benoeming tot minister in het kabinet-Drees II. Hun opvolgers Jo van Koeverden (KVP) en Willem van der Feltz (CHU) werden respectievelijk op 16 september en 14 oktober dat jaar geïnstalleerd.
- 3 september: Leendert Antonie Donker, Willem Drees en Ko Suurhoff (allen PvdA) namen ontslag vanwege hun benoeming tot minister in het kabinet-Drees II. Hun opvolgers Nancy Zeelenberg, Harry Peschar en Dirk Roemers werden op 16 september dat jaar geïnstalleerd. Donker werd als fractievoorzitter van de PvdA op 3 september 1952 opgevolgd door Jaap Burger.
- 4 september: Jacob Algera (ARP) nam ontslag vanwege zijn benoeming tot minister in het kabinet-Drees II. Zijn opvolger Jan van Baal werd op 14 oktober dat jaar geïnstalleerd.
- 5 september: Harry Moorman (KVP) nam ontslag vanwege zijn benoeming tot staatssecretaris in het kabinet-Drees II. Zijn opvolger Eddy Visch werd op 14 oktober dat jaar geïnstalleerd.
- 6 september: Sicco Mansholt (PvdA) nam ontslag vanwege zijn benoeming tot minister in het kabinet-Drees II. Zijn opvolger Jaap Blom werd op 16 september dat jaar geïnstalleerd.
- 1 november: Dolf Joekes (PvdA) nam ontslag vanwege zijn benoeming tot lid van de Raad van State. Zijn opvolger Jan Bommer werd op 9 december dat jaar geïnstalleerd.
- 3 december: Jos Serrarens (KVP) nam ontslag vanwege zijn benoeming tot rechter bij het Europees Hof van Justitie. Zijn opvolger Wim de Kort werd op 10 december dat jaar geïnstalleerd.
- 13 december: Jan Terpstra (ARP) overleed. Zijn opvolger Henk van Eijsden werd op 3 februari 1953 geïnstalleerd.

### 1953
- 2 februari: Anna de Waal (KVP) nam ontslag vanwege haar benoeming tot staatssecretaris in het kabinet-Drees II. Haar opvolger Eugenius Gerardus Maria Roolvink werd op 12 februari dat jaar geïnstalleerd.
- 1 april: Jan van Baal (ARP) nam ontslag vanwege zijn benoeming tot gouverneur-generaal van Nederlands-Nieuw-Guinea. Zijn opvolger Cees Hazenbosch werd op 15 april dat jaar geïnstalleerd.
- 1 juni: Eugenius Gerardus Maria Roolvink (KVP) werd door het bestuur van zijn partij gedwongen om zijn zetel in de Tweede Kamer op te geven. Zijn opvolgster Netty de Vink werd op 30 juni 1953 geïnstalleerd.
- 12 september: Dirk de Loor (PvdA) nam ontslag vanwege zijn benoeming tot burgemeester van Delft. Zijn opvolger Took Heroma-Meilink werd op 15 september dat jaar geïnstalleerd.

### 1954
- 19 september: Koos Vorrink (PvdA) verliet om gezondheidsredenen de Tweede Kamer. Zijn opvolger Willem Vermooten werd op 21 september dat jaar geïnstalleerd.
- 21 september: Jan Berger (PvdA) nam ontslag vanwege zijn benoeming tot directeur van het Gemeenschappelijk Administratiekantoor. Zijn opvolger Sjeng Tans werd op 7 oktober dat jaar geïnstalleerd.

### 1955
- 14 september: Frans Wijffels (KVP) vertrok uit de Tweede Kamer. Zijn opvolger Gustave Alexander Marie Joannes Ruijs de Beerenbrouck werd op 22 september dat jaar geïnstalleerd.
- 29 oktober: de Katholiek Nationale Partij (KNP) sloot zich, daartoe aangespoord door de bisschoppen, opnieuw aan bij de Katholieke Volkspartij (KVP). De KNP-fractie in de Tweede Kamer bleef wel bestaan.
- 10 december: Hendrik Jan Ankersmit (VVD) vertrok uit de Tweede Kamer wegens moeilijkheden om dit ambt te combineren met zijn functies in het bedrijfsleven. Zijn opvolgster Joke Stoffels-van Haaften werd op 22 december dat jaar geïnstalleerd.

1815-1818 ·
1818-1821 ·
1821-1824 ·
1824-1827 ·
1827-1830 ·
1830-1833 ·
1833-1836 ·
1836-1839 ·
1839-1842 ·
1842-1845 ·
1845-1848 ·
1848-1849 ·
1849-1850 ·
1850-1852 ·
1852-1853 ·
1853-1854 ·
1854-1856 ·
1856-1858 ·
1858-1860 ·
1860-1862 ·
1862-1864 ·
1864-1866 ·
1866 (sep) ·
1866-1868 ·
1868-1869 ·
1869-1871 ·
1871-1873 ·
1873-1875 ·
1875-1877 ·
1877-1879 ·
1879-1881 ·
1881-1883 ·
1883-1884 ·
1884-1886 ·
1886-1887 ·
1887-1888 ·
1888-1891 ·
1891-1894 ·
1894-1897 ·
1897-1901 ·
1901-1905 ·
1905-1909 ·
1909-1913 ·
1913-1917 ·
1917-1918 ·
1918-1922 ·
1922-1925 ·
1925-1929 ·
1929-1933 ·
1933-1937 ·
1937-1946 ·
1946-1948 ·
1948-1952 ·
1952-1956 ·
1956-1959 ·
1959-1963 ·
1963-1967 ·
1967-1971 ·
1971-1972 ·
1972-1977 ·
1977-1981 ·
1981-1982 ·
1982-1986 ·
1986-1989 ·
1989-1994 ·
1994-1998 ·
1998-2002 ·
2002-2003 ·
2003-2006 ·
2006-2010 ·
2010-2012 ·
2012-2017 ·
2017-2021 ·
2021-2023 ·
2023-heden
Overzicht historische zetelverdeling